# Пољопривредно загађење
Пољопривредно загађење се односи на биотичке и абиотичке нуспроизводе пољопривредних активности које резултирају контаминацијом или деградацијом животне средине и околних екосистема, и/или узрокују болести људи и повреде њихових економских интереса. Загађење може доћи из различитих извора, у распону од тачкастих извора загађења воде (са једне тачке испуштања) до дифузних извора, такође познатих као загађења из не-тачкастих извора загађења воде, као и од загађења ваздуха. Кад се нађу у животној средини, ови загађивачи могу имати и директне ефекте на околне екосистеме, тј. убијање локалних дивљих животиња или контаминацију воде за пиће, и низводне ефекте, као што су мртве зоне у водним телима узроковане пољопривредним отицањем.
Праксе управљања, или њихово непознавање, играју кључну улогу у количини и утицају ових загађивача. Технике управљања се крећу од управљања животињама и њиховог смештаја до ширења пестицида и ђубрива у глобалним пољопривредним праксама. Лоше праксе управљања укључују лоше вођене операције исхране животиња, прекомерну испашу, орање, ђубриво и неправилну, прекомерну или неодговарајућу употребу пестицида.
Загађивачи из пољопривреде у великој мери утичу на квалитет воде и могу се наћи у језерима, рекама, мочварама, естуарима и подземним водама. Загађивачи из пољопривреде укључују седименте, хранљиве материје, патогене, пестициде, метале и соли. Узгој животиња има огроман утицај на загађиваче који улазе у животну средину. Бактерије и патогени организми у стајњаку могу да доспеју у потоке и подземне воде ако се испашом, складиштењем стајњака у лагунама и наношењем стајњака на поља не управља правилно. Загађење ваздуха узроковано пољопривредом кроз промене у коришћењу земљишта и праксе узгоја животиња има огроман утицај на климатске промене, а решавање ових проблема било је централни део специјалног извештаја ИПЦЦ (Intergovernmental Panel on Climate Change) о климатским променама и земљишту.

## Абиотички извори

### Пестициди
Пестициди и хербициди се примењују на пољопривредно земљиште ради сузбијања штеточина које ометају биљну производњу. До контаминације земљишта може доћи када пестициди опстају и акумулирају се у земљишту, што може променити микробне процесе, повећати унос хемикалија у биљке и токсични су за организме у земљишту. Мера у којој пестициди и хербициди опстају зависи од јединствене хемије једињења, која утиче на динамику сорпције и одређује њихову судбину и транспорт у земљишту. Пестициди се такође могу акумулирати код животиња које једу контаминиране штеточине и организме у земљишту. Поред тога, пестициди могу бити штетнији за корисне инсекте, као што су опрашивачи, и за природне непријатеље штеточина (тј. инсекте који хватају или паразитирају на штеточинама) него за саме циљне штеточине. 

#### Испирање пестицида
До испирања пестицида долази када се пестициди помешају са водом и крећу кроз тло, контаминирајући подземне воде. Количина испирања је у корелацији са одређеним карактеристикама земљишта и пестицида и степеном падавина и наводњавања. Излуживање ће се највероватније десити ако се користи пестицид растворљив у води, када је тло по текстури песковито; ако дође до прекомерног заливања непосредно након примене пестицида; ако је способност адсорпције пестицида на земљиште ниска. Излуживање може не само да потиче из третираних поља, већ и из области мешања пестицида, места за прање машина за примену пестицида или одлагалишта.

### Ђубрива
Ђубрива се користе за обезбеђивање усева додатним изворима хранљивих материја, као што су азот, фосфор и калијум, који подстичу раст биљака и повећавају приносе усева. Иако су корисни за раст биљака, они такође могу пореметити природне хранљиве и минералне биогеохемијске циклусе и представљати ризик по људско и еколошко здравље.

#### Азот
Азотна ђубрива снабдевају биљке облицима азота који су биолошки доступни за преузимање од стране биљака; NO3− (нитрат) и NH4+ (амонијум). Ово повећава принос усева и пољопривредну продуктивност, али такође може негативно да утиче на подземне и површинске воде, загађује атмосферу и погоршава здравље земљишта. Усеви не узимају све хранљиве материје које се примењују путем ђубрива, а остатак се акумулира у земљишту или се губи кроз отицање. Много је већа вероватноћа да ће нитратна ђубрива бити изгубљена у профилу земљишта кроз отицање због њихове високе растворљивости и сличних наелектрисања између молекула и негативно наелектрисаних честица глине. Високе стопе примене ђубрива која садрже азот у комбинацији са високом растворљивошћу нитрата у води доводе до повећаног отицања у површинске воде, као и до испирања у подземне воде, што узрокује загађење подземних вода. Нитрати изнад 10 мг/л (10 ппм) у подземној води могу изазвати „синдром плаве бебе“ (стечену метемоглобинемију) код одојчади и могуће болести штитне жлезде и разне врсте канцера. Фиксација азота, која претвара атмосферски азот (N2) у биолошки доступније облике, и денитрификација, која претвара биолошки доступна једињења азота у N2 и N2O, два су од најважнијих метаболичких процеса укључена у циклус азота јер су они највећи унос и излаз азота у екосистемима. Они омогућавају проток азота између атмосфере, која је око 78% азота) и биосфере. Други значајни процеси у циклусу азота су нитрификација и амонификација који претварају амонијум у нитрат или нитрит и органску материју у амонијак. Пошто ови процеси одржавају концентрацију азота релативно стабилном у већини екосистема, велики прилив азота из пољопривредног отицања може изазвати озбиљне поремећаје. Уобичајени резултат овога у воденим екосистемима је еутрофикација која заузврат ствара хипоксичне и аноксичне услове - од којих су оба смртоносна и/или штетна за многе врсте. Ђубрење азотом такође може ослободити гас NH3 у атмосферу који се затим може претворити у једињења NOx. Већа количина NOx једињења у атмосфери може довести до закишељавања водених екосистема и изазвати различите респираторне проблеме код људи. Ђубрење такође може да ослободи N2O који је гас стаклене баште и може да олакша уништавање озона (О3) у стратосфери. Земљишта која примају азотна ђубрива такође могу бити оштећена. Повећање доступног азота у биљкама ће повећати нето примарну производњу усева, и на крају ће се микробна активност земљишта повећати као резултат већег уноса азота из ђубрива и угљеничних једињења кроз разложену биомасу. Због повећања разлагања у тлу, садржај органске материје ће бити исцрпљен, што резултира слабијим укупним здрављем земљишта.
Једна алтернатива стандардним азотним ђубривима су ђубрива побољшане ефикасности (ЕЕФ). Постоји неколико типова ЕЕФ-а, али они углавном спадају у две категорије, ђубрива са спорим ослобађањем или ђубрива са инхибиторима нитрификације. Ђубрива са спорим ослобађањем су обложена полимером који одлаже и успорава ослобађање азота у пољопривредне системе. Инхибитори нитрификације су ђубрива која су обложена једињењем сумпора које је веома хидрофобно, што помаже да се успори ослобађање азота. ЕЕФ обезбеђују нижи и стабилнији проток азота у земљиште и могу смањити испирање азота и испаравање једињења NOx, међутим научна литература показује и ефикасност и неефикасност у смањењу загађења азотом.

#### Фосфор
Најчешћи облик фосфорног ђубрива који се користи у пољопривредној пракси је фосфат (PO43-), а примењује се у синтетичким једињењима која садрже PO43- или у органским облицима као што су стајњак и компост. Фосфор је есенцијални нутријент у свим организмима због улоге коју игра у ћелијским и метаболичким функцијама као што су производња нуклеинске киселине и метаболички пренос енергије. Међутим, већини организама, укључујући пољопривредне културе, потребна је само мала количина фосфора јер су еволуирали у екосистемима са релативно малим његовим количинама. Популације микроба у земљишту су у стању да претворе органске облике фосфора у растворљиве облике доступне за биљке као што је фосфат. Овај корак се генерално заобилази неорганским ђубривима јер се примењују као фосфати или други доступни облици за биљке. Фосфор који биљке не преузимају адсорбује се на честице тла што му помаже да остане на месту. Због тога, обично улази у површинске воде када су честице тла за које је причвршћен еродиране као резултат падавина или отицања атмосферских вода. Количина која улази у површинске воде је релативно ниска у поређењу са количином која се примењује као ђубриво, али пошто делује као ограничавајући нутријент у већини окружења, чак и мала количина може пореметити природне биогеохемијске циклусе фосфора у екосистему. Иако азот игра улогу у штетном цветању алги и цијанобактерија које изазивају еутрофикацију, вишак фосфора се сматра највећим фактором који доприноси томе због чињенице да је фосфор често највише ограничавајући хранљиви састојак, посебно у слатким водама. Поред смањења нивоа кисеоника у површинским водама, цветање алги и цијанобактерија може произвести цијанотоксине који су штетни за здравље људи и животиња, као и за многе водене организме.
Концентрација кадмијума у ђубривима која садрже фосфор значајно варира и може бити проблематична. На пример, моно-амонијум фосфатно ђубриво може имати садржај кадмијума од чак 0,14 мг/кг или чак 50,9 мг/кг. То је зато што фосфатна стена који се користи у њиховој производњи може да садржи чак 188 мг/кг кадмијума (примери су налазишта на Науру и Божићним острвима). Континуирана употреба ђубрива са високим садржајем кадмијума може контаминирати земљиште и биљке. Ограничења садржаја кадмијума у фосфатним ђубривима разматрала је Европска комисија. Произвођачи ђубрива која садрже фосфор сада бирају фосфатне стене на основу садржаја кадмијума. Фосфатне стене садрже висок ниво флуорида. Сходно томе, широка употреба фосфатних ђубрива је повећала концентрацију флуорида у земљишту. Утврђено је да контаминација хране од ђубрива није забрињавајућа јер биљке акумулирају мало флуора из земље; већу забринутост изазива могућност токсичности флуора за стоку која прогута контаминирано земљиште. Такође забрињавајућа су дејства флуорида на микроорганизме у земљишту.
Радиоактивни елементи
Радиоактивни садржај ђубрива значајно варира и зависи како од њихове концентрације у матичном минералу тако и од процеса производње ђубрива. Распон концентрација уранијума-238 може да се креће од 7 до 100 pCi/g у фосфатној стени и од 1 до 67 pCi/g у фосфатним ђубривима. Тамо где се користе високе годишње стопе фосфорног ђубрива, то може резултирати концентрацијама уранијума-238 у земљишту и дренажним водама које су неколико пута веће од уобичајених. Међутим, утицај ових повећања на ризик по људско здравље од контаминације хране радионуклидима је веома мали (мање од 0,05 мСв/год).

#### Органски загађивачи
Стајњак и чврсте органске материје - биомуљ из постројења за прећишћавање - садрже многе хранљиве материје које конзумирају животиње и људи у облику хране. Пракса враћања таквих отпадних производа на пољопривредно земљиште представља прилику за рециклирање хранљивих материја у земљишту. Изазов је у томе што стајњак и био-чврсте материје садрже не само хранљиве материје као што су угљеник, азот и фосфор, већ могу да садрже и загађиваче, укључујући фармацеутске производе и производе за личну негу. Постоји велики избор и огромна количина ових производа које конзумирају и људи и животиње, а сваки има јединствену хемију у копненим и воденим срединама. Као такви, нису сви процењени због њиховог утицаја на земљиште, воду и квалитет ваздуха. Америчка агенција за заштиту животне средине (ЕПА) је испитала канализациони муљ из постројења за пречишћавање отпадних вода широм САД како би проценила нивое различитих присутних ових материја.

### Метали
Главни уноси тешких метала (нпр. олово, кадмијум, арсен, жива) у пољопривредне системе су ђубрива, органски отпад као што је стајњак и отпад од индустријских нуспроизвода. Неорганска ђубрива посебно представљају важан пут за улазак тешких метала у земљиште. Неке пољопривредне технике, као што је наводњавање, могу довести до акумулације селена који се природно јавља у тлу, што може довести до тога да низводни резервоари воде садрже концентрације селена које су токсичне за дивље животиње, стоку и људе. Овај процес је познат као „Кестерсонов ефекат“, истоимени назив по Кестерсоновом резервоару, акумулацији у долини Сан Хоакин (Калифорнија, САД), које је 1987. године проглашено депонијом токсичног отпада . Тешке метале присутне у животној средини биљке могу преузети, што може представљати здравствени ризик за људе у случају конзумирања тих биљака. Неки метали су неопходни за раст биљака, али њихово изобиље може негативно утицати на здравље биљака.
Отпад индустрије челика, који се често рециклира у ђубриво због високог нивоа цинка (неопходног за раст биљака), такође може укључивати следеће токсичне метале: олово, арсен, кадмијум, хром и никл. Најчешћи токсични елементи у овој врсти ђубрива су жива, олово и арсен. Ове потенцијално штетне нечистоће се могу уклонити током производње ђубрива; међутим, ово значајно повећава цену ђубрива.

### Управљање земљиштем

#### Ерозија земљишта и седиментација
Пољопривреда у великој мери доприноси ерозији земљишта и таложењу седимента кроз интензивно управљање или неефикасан покривач земљишта. Процењује се да деградација пољопривредног земљишта доводи до неповратног пада плодности на око 6 милиона хектара плодног земљишта сваке године. Акумулација седимената (тј. седиментација) у отицајној води утиче на квалитет воде на различите начине. Седиментација може смањити транспортни капацитет канала, потока и река. Такође може ограничити количину светлости која продире у воду, што утиче на водену биоту. Замућеност која настаје услед седиментације може ометати навике у исхрани риба, утичући на динамику популације. Седиментација такође утиче на транспорт и акумулацију загађивача, укључујући фосфор и разне пестициде.

#### Обрада земљишта и емисије азотног оксида
Природни биогеохемијски процеси у тлу резултирају емисијом различитих гасова стаклене баште, укључујући азотни оксид. Пракса управљања пољопривредом може утицати на нивое емисија. На пример, показало се да нивои обраде земљишта утичу на емисије азот-оксида.

## Биотички извори

### Гасови стаклене баште из фекалног отпада
Организација Уједињених нација за храну и пољопривреду (ФАО) претпостављала је да 18% антропогених гасова стаклене баште долази директно или индиректно од стоке. Овај извештај такође сугерише да су емисије од сточарства веће него од сектора транспорта. Иако стока тренутно игра улогу у стварању емисија гасова стаклене баште, процене су биле погрешне. Док је ФАО користио процену животног циклуса сточарске пољопривреде (тј. све аспекте укључујући емисије из узгоја усева за сточну храну, транспорт до клања, итд.), није применио исту процену за сектор транспорта.
Алтернативни извори  тврде да су ФАО процене прениске, наводећи да би светска сточарска индустрија могла бити одговорна за до 51% емитованих атмосферских гасова стаклене баште, а не за 18%. Критичари кажу да разлика у проценама потиче од тога што ФАО користи застареле податке. Без обзира на то, ако је извештај ФАО-а од 18% тачан, то и даље чини стоку другим највећим загађивачем гасова стаклене баште.
ПНАС модел је показао да чак и ако се животиње потпуно уклоне из америчке пољопривреде и исхране, америчке емисије гасова стаклене баште би биле смањене само за 2,6% (или 28% пољопривредних емисија). То је због потребе да се животињски стајњак замени ђубривима и да се замене и други животињски копроизводи, и зато што стока сада користи храну која је нејестива за људе и нуспроизводе прераде влакана. Штавише, људи би патили од већег броја недостатака есенцијалних хранљивих материја иако би добили већи вишак енергије, што би вероватно довело до веће гојазности.

### Биопестициди
Биопестициди су пестициди добијени од природних материјала (животиње, биљке, микроорганизми, одређени минерали). Као алтернатива традиционалним пестицидима, биопестициди могу смањити свеукупно пољопривредно загађење јер су безбедни за руковање, обично не утичу снажно на корисне бескичмењаке или кичмењаке и имају кратко време распадања. Међутим, постоји забринутост да биопестициди могу имати негативан утицај на популације нециљних врста.
У Сједињеним Државама, биопестициди су регулисани од стране ЕПА. Пошто су биопестициди мање штетни и имају мање утицаја на животну средину од других пестицида, агенцији није потребно толико података да би регистровала њихову употребу. Многи биопестициди су дозвољени према стандардима Националног органског програма, Министарства пољопривреде Сједињених Држава, за органску производњу усева.

### Уведене врсте

#### Инвазивне врсте
Све већа глобализација пољопривреде резултирала је случајним транспортом штеточина, корова и болести у нове области. Ако се успоставе, постају инвазивна врста која може утицати на популације аутохтоних врста  и угрозити пољопривредну производњу. На пример, транспорт бумбара узгојених у Европи и отпремљених у Сједињене Државе и/или Канаду ради употребе као комерцијалних опрашивача довео је до уношења паразита из Старог света у Нови свет. Ово може играти улогу у недавном смањењу броја домаћих бумбара у Северној Америци. Уведене врсте такође могу да се хибридизују са аутохтоним врстама што доводи до смањења генетског биодиверзитета  и угрожава пољопривредну производњу.
Поремећај станишта повезан са самим пољопривредним праксама такође може олакшати успостављање ових унесених организама. Контаминиране машине, стока и сточна храна, као и контаминирано семе усева или пашњак такође могу довести до ширења корова.
Карантини су један од начина на који се може регулисати превенција ширења инвазивних врста. Карантин је правни инструмент који ограничава кретање зараженог материјала из подручја у којима је присутна инвазивна врста у подручја у којима је нема. Светска трговинска организација има међународне прописе који се односе на карантин штеточина и болести према Споразуму о примени санитарних и фитосанитарних мера. Појединачне земље често имају своје прописе о карантину. У Сједињеним Државама, на пример, Министарство пољопривреде Сједињених Држава/Служба за инспекцију здравља животиња и биљака управља домаћим (унутар Сједињених Држава) и страним (увоз изван Сједињених Држава) карантинима. Ове карантине спроводе инспектори на државним границама и лукама уласка.

#### Биолошка контрола
Употреба биолошких агенаса за контролу штеточина, или коришћење предатора, паразитоида, паразита и патогена за контролу пољопривредних штеточина, има потенцијал да смањи пољопривредно загађење повезано са другим техникама контроле штеточина, као што је употреба пестицида. Међутим, нашироко се расправљало о предностима увођења агенса за биоконтролу који нису домаћи. Када се једном пусти, увођење агенса за биоконтролу може бити неповратно. Потенцијални еколошки проблеми могу укључивати распршивање из пољопривредних станишта у природну средину и замену домаћина или прилагођавање за коришћење аутохтоне врсте. Поред тога, предвиђање исхода интеракције у сложеним екосистемима и потенцијалних еколошких утицаја пре ослобађања може бити тешко. Један пример програма биоконтроле који је довео до еколошке штете догодио се у Северној Америци, где је уведен један паразитоид лептира да би контролисао губар и мркорепи мољац. Овај паразитоид је способан да користи многе врсте домаћина лептира и вероватно је довео до опадања и истребљења неколико аутохтоних врста свиленог мољца.
Међународна истраживања потенцијалних агенаса за биоконтролу помажу агенције као што су Европска лабораторија за биолошку контролу, Министарство пољопривреде/Служба за пољопривредна истраживања Сједињених Држава, Институт за биолошку контролу Комонвелта и Међународна организација за биолошку контролу штетних биљака и животиња. Да би се спречило пољопривредно загађење, потребни су, пре уношења, карантин и опсежна истраживања потенцијалне ефикасности организма и еколошких утицаја. Ако се одобри, покушава се са колонизовањем и распршивањем агенса за биоконтролу у одговарајућим пољопривредним окружењима. Спроводе се сталне процене њихове ефикасности.

### Генетски модификовани организми (ГМО)

#### Генетска контаминација и еколошки ефекти
ГМО усеви могу довести до генетске контаминације аутохтоних биљних врста кроз хибридизацију. То би могло довести до повећане закоровљености биљке или изумирања аутохтоних врста. Поред тога, сама трансгена биљка може постати коров ако модификација побољша њену способност у датом окружењу.
Такође постоји забринутост да би се нециљани организми, као што су опрашивачи и природни непријатељи, могли отровати случајним гутањем биљака које производе Бт токсине.
Употреба ГМО биљака пројектованих за отпорност на хербициде такође може индиректно повећати количину пољопривредног загађења повезаног са употребом хербицида. На пример, повећана употреба хербицида у пољима кукуруза отпорних на хербициде на средњем западу Сједињених Држава смањује количину млечних трава доступних за ларве лептира монарха.

#### ГМО као средство за смањење загађења
Иако може постојати одређена забринутост у вези са употребом ГМ производа, то такође може бити решење за неке од постојећих проблема загађења од сточарске производње. Један од главних извора загађења, посебно унос витамина и минерала у земљиште, потиче од недостатка дигестивне ефикасности код животиња. Побољшањем дигестивне ефикасности могуће је минимизирати и трошкове производње животиња и штету по животну средину.
Енвиропиг је генетски модификована јоркширска свиња која експримира фитазу у својој пљувачки. Житарице, као што су кукуруз и пшеница, имају фосфор који је везан у природно несварљивом облику познатом као фитинска киселина. Фосфор, есенцијални нутријент за свиње, се затим додаје исхрани, пошто се не може разградити у дигестивном тракту свиња. Као резултат тога, скоро сав фосфор који се природно налази у зрну губи се у фецесу и може допринети повишеним нивоима у земљишту. Фитаза је ензим који је у стању да разгради иначе несварљиву фитинску киселину, чинећи је доступном свињи. Способност Енвиропиг-а да свари фосфор из зрна елиминише отпад тог природног фосфора (смањење од 20-60%), док такође елиминише потребу за допуном хранљивих материја у храни.

### Управљање животињама

#### Управљање стајњаком
Један од главних фактора који доприноси загађењу ваздуха, земљишта и воде је животињски отпад. Према извештају УСДА из 2005. године, више од 335 милиона тона "суве материје" отпада (отпад након уклањања воде) производи се годишње на фармама у Сједињеним Државама. Операције исхране животиња производе око 100 пута више стајњака од количине људског муља из канализације који се прерађује у америчким комуналним постројењима за пречишћавање отпадне воде сваке године. Загађење из дифузног извора пољопривредним ђубривима је теже пратити, анализирати и контролисати. Високе концентрације нитрата налазе се у подземним водама и могу достићи 50 мг/л (Директива ЕУ). У јарцима и речним токовима, загађење хранљивим материјама од ђубрива изазива еутрофикацију. Ово је још горе зими, након што јесење орање ослободи узбуркане нитрате; зимске падавине су обилније, повећавајући отицање и испирање, а мање је упијање од стране биљака. ЕПА сугерише да једна фарма млека са 2.500 крава производи исто толико отпада као град са око 411.000 становника. Амерички национални истраживачки савет идентификовао је мирисе као најзначајнији проблем емисије животиња на локалном нивоу. Различити системи за животиње усвојили су неколико процедура управљања отпадом како би се суочили са великом количином отпада који се производи годишње.
Предности третмана стајњака су смањење количине стајњака које је потребно транспортовати и нанети на усеве, као и смањено сабијање земљишта. Хранљиви састојци су такође смањени, што значи да је потребно мање обрадиве земље да би се распршио стајњак. Третман стајњаком такође може смањити ризик по људско здравље и ризике по биобезбедност смањењем количине патогена присутних у стајњаку. Неразређени животињски стајњак или муљ су сто пута концентрисанији од домаће канализације и могу да носе цревни паразит, Cryptosporidium, који је тешко открити, али се може пренети на људе. Силажна течност (од ферментисане влажне траве) је чак јача од муља, са ниским pH и веома високим биолошким потребама за кисеоником. Са ниским pH, силажна течност може бити веома корозивна; може да нападне синтетичке материјале, узрокујући оштећење опреме за складиштење и доводећи до случајног цурења.

#### Третман стајњака

##### Компостирање
Компостирање је систем управљања чврстим ђубривом који се ослања на чврсти стајњак из торова или чврсте материје из сепаратора течног стајњака. Постоје два начина компостирања, активни и пасивни. Стајњак се периодично меша током активног компостирања, док се у пасивном компостирању не меша. Утврђено је да пасивно компостирање има мање емисије гасова стаклене баште због непотпуне разградње и ниже стопе дифузије гаса.

##### Одвајање чврстог и течног
Стајњак се може механички одвојити на чврсти и течни део ради лакшег управљања. Течности (4—8% суве материје) се могу лако користити у пумпним системима за расипање по усевима, а чврста фракција (15—30% суве материје) се може користити као подлога за стаје, распршити на усеве, компостирати или извести.

##### Анаеробна дигестија и лагуне
Анаеробна дигестија је биолошки третман течног животињског отпада коришћењем бактерија у области без ваздуха, што подстиче разградњу органских чврстих материја. Топла вода се користи за загревање отпада како би се повећала брзина производње биогаса. Преостала течност је богата хранљивим материјама и може се користити на пољима као ђубриво а гас метан се може спаљивати директно на биогас пећи  или у генератору мотора за производњу електричне и топлотне енергије. Метан је око 20 пута јачи као гас стаклене баште од угљен-диоксида, који има значајне негативне ефекте на животну средину ако се не контролише правилно. Анаеробни третман отпада је најбољи метод за контролу мириса повезаног са управљањем стајњаком.
Лагуне за биолошки третман такође користе анаеробну дигестију за разградњу чврстих материја, али много споријом брзином. Лагуне су на температури околине за разлику од загрејаних резервоара за дигестију. Лагуне захтевају велике копнене површине и велике количине разблажења да би правилно функционисале, тако да не функционишу добро у многим климатским условима. Лагуне такође нуде предност смањеног мириса, а биогас је доступан за топлотну и електричну енергију.
Студије су показале да се емисије гасова стаклене баште смањују коришћењем система аеробне дигестије. Смањење емисија и користи могу помоћи да се компензују већи трошкови инсталације чистијих аеробних технологија и олакшају произвођачима да прихвате еколошки супериорне технологије за замену тренутних анаеробних лагуна.